# غيل د. ماتيو
غيل د. ماتيو (بالإنجليزية: Gail D. Mathieu)‏ هي دبلوماسية أمريكية، ولدت في 1951.